# Jump That Rock (Whatever You Want)
A Jump That Rock (Whatever You Want) a német Scooter és a brit Status Quo együttesek 2008-ban megjelent közös kislemeze. Eredetije az utóbbi együttes "Whatever You Want" című 1979-es száma. A dal nagy népszerűségnek örvendett, sokáig a koncertprogram rendszeres visszatérője volt.
Eredetileg a "Jumping All Over The World Tour" során játszott a Scooter egy bónusz dalt, a Citizen "1980 (Marshall Mix)" című dalának átalakított változatát, amely szintén a "Whatever You Want" feldolgozása volt, és amelyre H.P. Baxxter szöveget improvizált. A közönségnek nagyon tetszett, a lemezkiadó pedig megkereste a menedzsmentet azzal, hogy megcsinálhatnák a számot az eredeti előadókkal koprodukcióban. A Status Quo ebben az évben ünnepelte fennállásának negyvenedik évfordulóját, a Scooternek pedig ez volt a negyvenedik kislemeze (nem számítva a "Vallée De Larmes"-t és a "Stripped"-et), amellett éppen felfutóban volt ismét a népszerűségük az Egyesült Királyságban, így mindkét zenekar számára jó lehetőség volt ez. A számot közösen a német RTL 2008 szilveszteri adásában adták elő.
Nagylemezen a Scooter részéről a "Jumping All Over The World - Whatever You Want" című 2008-as kiadványon szerepelt, a Status Quo pedig a szintén 2008.as "Pictures - 40 Years of Hits" című albumának bizonyos változataira is feltette.

## Számok listája
1. Jump That Rock (Whatever You Want) (Radio Edit) (3:23)
2. Jump That Rock (Whatever You Want) ("The Telecaster" Club Mix) (5:51)
3. Jump That Rock (Whatever You Want) (Extended Mix) (5:08)
4. The Hi Hat Song (4:49)

Multimédiás tartalomként elérhető a videoklip valamint a werkfilm is. A brit kiadás egy "Jorg Schmid Remix"-et tartalmaz bónuszként.

### Vinyl verzió
- A1: Jump That Rock (Whatever You Want) (Extended Mix) (5:08)
- B1: Jump That Rock (Whatever You Want) ("The Telecaster" Club Mix) (5:51)
- B2: The Hi Hat Song (4:49)

## Más változatok
2008-ban a brit kiadású "Jumping All Over The World" nagylemez bónusz száma lett a "Jump That Rock", amelynek az alapja a koncerteken játszott félig instrumentális verzió. Bizonyos elemeiben a "The Telecaster Club Mix"-re hasonlít ez a változat. Ugyancsak ez a verzió látható a 2008-as "Live In Berlin" felvételen.
Koncertfelvételen látható még a 2010-es "Live In Hamburg" és a 2011-es "The Stadium Techno Inferno" kiadványokon.
A Club Mix és a Jorg Schmid Mix felkerültek a 2013-as "Jumping All Over The World (20 Years of Hardcore Expanded Editon)" című kiadványra is.

## Közreműködtek
- H.P. Baxxter a.k.a. The Hardcore Titan (szöveg)
- Rick J. Jordan, Michael Simon (zene)
- Jens Thele (menedzser)
- Andy Brown, Rick Parfitt (eredeti szerzők)
- Martin Weiland (borítóterv)
- Philipp Rathmere (fényképek)
- Marc Schölermann (videoklip-rendező)

## Videoklip
A klipnek létezik cenzúrázott és cenzúrázatlan változata is, amely csak néhány apróságban tér el (többek között csak takarásban látszik, hogy egy nő elfenekel egy pucér férfit). A helyszín egy több emeletes társasház, amelynek egyik szobájában kamerával felszerelkezve intim légyottra akarnak rávenni egy nőt. Ezután lehúzzák az ablakon a rolót, majd a tetőre kerülünk, ahol a Status Quo játszik, egy mellettük lévő helyiségben pedig a Scooter. A ház további helyiségeiben megjelenik a plafonon táncoló Sheffield Jumpers, a Scooter aktuális táncoslányai, párnacsatázó lányok, fekete-fehér felvételen egy hadihajókat a térképen tologató parancsnok és emberei. A klip csúcspontján egy brit zászló mintájúra festett kalapács áttöri a falat a Scooter és a Status Quo között. A klip végén az első jelenetben látott nő felöltözik és elmegy.